# Friedrich Adolf Wilhelm Spitta
Pour les articles homonymes, voir Spitta.
Friedrich Spitta est un théologien luthérien et un musicologue allemand, qui renouvela la liturgie et l'hymnologie des Églises protestantes d'Alsace-Lorraine pendant son ministère d'une vingtaine d'années à Strasbourg, durant l'annexion au Second Reich.

## Biographie
Fils du pasteur et théologien Karl Johann Philipp Spitta et de Johanna Maria Hotzen, Friedrich est né à Wittingen (Allemagne) le 10 janvier 1852, dans une famille d'origine wallonne, venue de Verviers. Un de ses frères, Philipp Spitta, est un célèbre musicologue, qui fit redécouvrir les œuvres de Jean Sébastien Bach et publia celles de Heinrich Schütz et de Buxtehude.
Il fait ses études de théologie aux universités d'Erlangen, Halle et Göttingen, et il obtient sa licence en 1876 et un doctorat en 1887. Friedrich est ensuite ordonné comme pasteur en 1879 et nommé deux ans plus tard à Oberkassel, près de Bonn. Avec Arnold Mendelssohn, il y donne la première exécution de la passion selon saint Matthieu de Heinrich Schütz, dans laquelle il tient le rôle de l'évangéliste.
En 1887, il est nommé professeur de Nouveau Testament et de théologie pratique à la faculté de théologie protestante de l'université impériale de Strasbourg. Sensibilisé très tôt à l'hymnologie, la liturgie et les arts sacrés et prédicateur remarquable, il fonde dès son arrivée un chœur d'église destiné à accompagner la liturgie lors des cultes universitaires qu'il organise et préside en l'église Saint-Thomas. Ceux-ci devaient être des modèles pour ses étudiants et ses collègues. Son chœur donnera aussi des concerts avec celui de Saint-Guillaume. Il suscite également la composition de nombreuses œuvres vocales et écrit lui-même les textes de trois oratorios. Dans la même veine, il participe, en 1888, à la création de l'Association des chœurs d'église protestants d'Alsace-Lorraine.

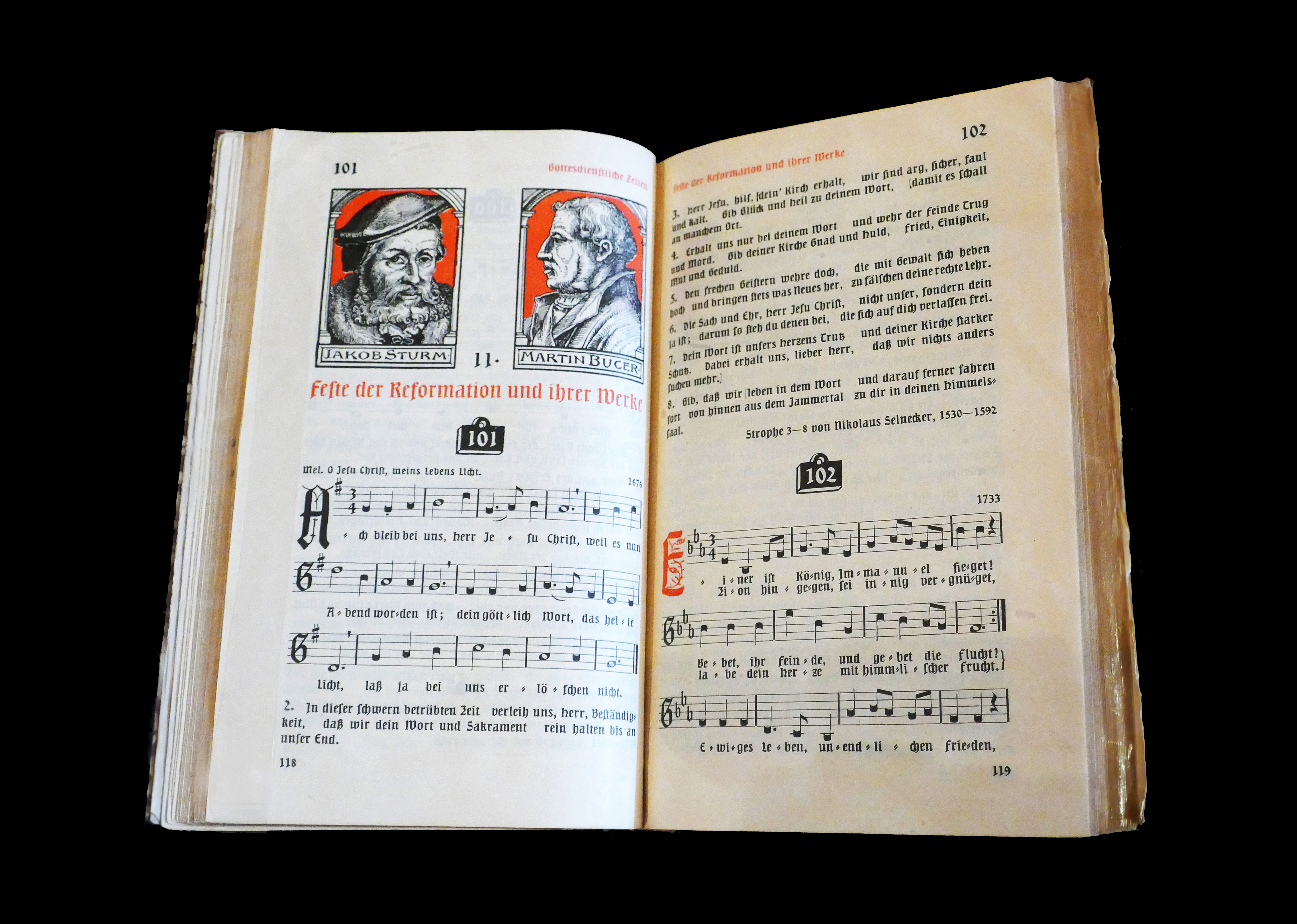
Evangelisches Gesangbuch für Elsass-Lothringen (1899, rééd. 1907.)

Friedrich Spitta fait revivre les anciennes mélodies strasbourgeoises tombées dans l'oubli, mais conservées dans le psautier français publié en 1539 par Jean Calvin lors de son séjour à Strasbourg. Ce psautier, en effet, contient treize psaumes mis en vers français par Clément Marot et six autres par Calvin lui-même, sur des mélodies tirées du psautier allemand de Strasbourg. Enfin, Spitta joue un rôle clé dans l'élaboration d'un nouveau recueil de cantiques pour l'Église de la Confession d'Augsbourg, édité en 1899 sous le titre de Evangelisches Gesangbuch für Elsass-Lothringen. Ce recueil réhabilitait le répertoire alsacien du Moyen-Âge au XIXe siècle, ainsi que les cantiques de Luther et ceux des frères moraves. Il fut bien accueilli, tant par les pasteurs libéraux que par les piétistes et il marqua le point culminant de l'hymnologie protestante en Alsace.
Le 11 avril 1889, Friedrich Spitta épouse à Strasbourg Mathilde Hiller, née à Strasbourg le 30 août 1872, fille de Charles Hiller, papetier et de Sara Berthe Rhein. Le couple a trois fils, dont Henri qui est lui aussi connu comme musicien et musicologue. 
Il est recteur de l'université de Strasbourg en 1901-1902.
En 1918, à la suite du retour de l'Alsace à la France, Friedrich Spitta retourne en Allemagne et est nommé professeur à l'université de Göttingen, ville où il meurt le 7 juin 1924.

## Publications
Il a publié de nombreuses œuvres théologiques et musicologiques en langue allemande à Strasbourg et à Göttingen, entre 1891 et 1910. 